# Cala d'Algairens
Cala d'Algairens este o arie protejată (sit de importanță comunitară — SCI) din Spania întinsă pe o suprafață de 140,67 ha, integral marine.

## Localizare
Centrul sitului Cala d'Algairens este situat la coordonatele 40°03′17″N 3°54′45″E / 40.0548°N 3.9124°E.

## Înființare
Situl Cala d'Algairens a fost declarat sit de importanță comunitară în aprilie 2004 pentru a proteja 7 specii de animale.

## Biodiversitate
Situată în ecoregiunile marină mediteraneană și mediteraneană, aria protejată conține 1 habitat natural: Straturi cu Posidonia (Posidonion oceanicae).
La baza desemnării sitului se află mai multe specii protejate:
- păsări (5): pescăruș albastru (Alcedo atthis), chirighiță neagră (Chlidonias niger), egretă mică (Egretta garzetta), chiră de mare (Sterna sandvicensis), fluierar de mlaștină (Tringa glareola)
- mamifere (1): delfin mare (Tursiops truncatus)
- reptile (1): Caretta caretta

Pe lângă speciile protejate, pe teritoriul sitului au mai fost identificate 3 specii de plante.